# Campeonato Europeo de Acuatlón
El Campeonato Europeo de Acuatlón es la máxima competición a nivel europeo de acuatlón. Es organizado desde 2011 por la Unión Europea de Triatlón.

## Ediciones
| N.º  | Año  | Sede        | País       |
| ---- | ---- | ----------- | ---------- |
| I    | 2011 | Colonia     | Alemania   |
| II   | 2014 | Colonia     | Alemania   |
| III  | 2015 | Colonia     | Alemania   |
| IV   | 2016 | Châteauroux | Francia    |
| V    | 2017 | Bratislava  | Eslovaquia |
| VI   | 2018 | Ibiza       | España     |
| VII  | 2019 | Târgu Mureș | Rumania    |
| VIII | 2021 | Walchsee    | Austria    |
| IX   | 2022 | Bilbao      | España     |
| X    | 2023 | Menen       | Bélgica    |
| XI   | 2024 | Coímbra     | Portugal   |
| XII  | 2025 | Pamplona    | España     |

## Palmarés

### Masculino
| N.º  | Año  | Sede                       | Oro                             | Plata                           | Bronce                         |
| ---- | ---- | -------------------------- | ------------------------------- | ------------------------------- | ------------------------------ |
| I    | 2011 | Colonia · ( Alemania)      | Eike-Carsten Pupkes · Alemania  | Johannes Ackermann · Alemania   | Marcus König · Alemania        |
| II   | 2014 | Colonia · ( Alemania)      | Olexi Siutkin · Ucrania         | Dmytro Malyar · Ucrania         | Pedro Mendes Portugal          |
| III  | 2015 | Colonia · ( Alemania)      | Tomáš Svoboda · República Checa | Dmytro Malyar · Ucrania         | Serhi Kurochkin · Ucrania      |
| IV   | 2016 | Châteauroux ( Francia)     | Olexi Siutkin · Ucrania         | Yegor Martynenko · Ucrania      | Dmytro Malyar · Ucrania        |
| V    | 2017 | Bratislava · ( Eslovaquia) | Richard Varga · Eslovaquia      | Márk Dévay · Hungría            | Domen Dornik Eslovenia         |
| VI   | 2018 | Ibiza · ( España)          | Serhi Kurochkin · Ucrania       | Tomáš Svoboda · República Checa | Samuel Dickinson Reino Unido   |
| VII  | 2019 | Târgu Mureș · ( Rumania)   | Ognjen Stojanović Serbia        | Andrea Secchiero · Italia       | Alexandr Briujankov · Rusia    |
| VIII | 2021 | Walchsee · ( Austria)      | Michele Bortolamedi · Italia    | Ognjen Stojanović Serbia        | Mikita Katsianeu · Bielorrusia |
| IX   | 2022 | Bilbao · ( España)         | Christopher Perham Reino Unido  | Cristian Fernández · España     | Nicolò Ragazzo · Italia        |
| X    | 2023 | Menen · ( Bélgica)         | Noah Servais · Bélgica          | Kevin Viñuela · España          | Tuur Lemmens · Bélgica         |
| XI   | 2024 | Coímbra ( Portugal)        | Kevin Viñuela · España          | Alexander Bozhilov Bulgaria     | Andrés Cendán · España         |
| XII  | 2025 | Pamplona · ( España)       | Kevin Viñuela · España          | Christopher Perham Reino Unido  | Julen Andueza · España         |

### Femenino
| N.º  | Año  | Sede                       | Oro                                  | Plata                            | Bronce                            |
| ---- | ---- | -------------------------- | ------------------------------------ | -------------------------------- | --------------------------------- |
| I    | 2011 | Colonia · ( Alemania)      | Ilona Pfeiffer · Alemania            | Henriette Grassmann · Alemania   | Heidi Schwartz · Alemania         |
| II   | 2014 | Colonia · ( Alemania)      | Tereza Zimovjanová · República Checa | Hannah Kitchen Reino Unido       | Magdalena Mielnik · Polonia       |
| III  | 2015 | Colonia · ( Alemania)      | Hannah Kitchen Reino Unido           | Jana Koradej Eslovenia           | Jitka Rudolfová · República Checa |
| IV   | 2016 | Châteauroux ( Francia)     | Valentina Zapatrina · Rusia          | Petra Kuříková · República Checa | Hannah Kitchen Reino Unido        |
| V    | 2017 | Bratislava · ( Eslovaquia) | Hannah Kitchen Reino Unido           | Romana Gajdošová · Eslovaquia    | Zsanett Bragmayer · Hungría       |
| VI   | 2018 | Ibiza · ( España)          | Bianca Seregni · Italia              | Delia Sclabas · Suiza            | Antoanela Manac · Rumania         |
| VII  | 2019 | Târgu Mureș · ( Rumania)   | Bianca Seregni · Italia              | Antoanela Manac · Rumania        | Márta Kropkó · Hungría            |
| VIII | 2021 | Walchsee · ( Austria)      | Bianca Seregni · Italia              | Ivana Kuriačková · Eslovaquia    | Erin McConnell Irlanda            |
| IX   | 2022 | Bilbao · ( España)         | Paula Herrero · España               | Margaréta Vráblová · Eslovaquia  | Márta Kropkó · Hungría            |
| X    | 2023 | Menen · ( Bélgica)         | Giada Stegani · Italia               | Marina Kirik · Ucrania           | Katrien Maes · Bélgica            |
| XI   | 2024 | Coímbra ( Portugal)        | Tjaša Vrtačič Eslovenia              | Daryna Moskalenko · Ucrania      | Lærke Ruby Dinamarca              |
| XII  | 2025 | Pamplona · ( España)       | Zuzana Michaličková · Eslovaquia     | Jázmin Kropkó · Hungría          | Gemma Llabrés · España            |

## Medallero
- Actualizado hasta Pamplona 2025 (prueba élite individual).[1]

| Núm. | País            | Oro | Plata | Bronce | Total |
| ---- | --------------- | --- | ----- | ------ | ----- |
| 1    | Italia          | 5   | 1     | 1      | 7     |
| 2    | Ucrania         | 3   | 5     | 2      | 10    |
| 3    | España          | 3   | 2     | 3      | 8     |
| 4    | Reino Unido     | 3   | 2     | 2      | 7     |
| 5    | Eslovaquia      | 2   | 3     | 0      | 5     |
| 6    | Alemania        | 2   | 2     | 3      | 7     |
| 7    | República Checa | 2   | 2     | 1      | 5     |
| 8    | Eslovenia       | 1   | 1     | 1      | 3     |
| 9    | Serbia          | 1   | 1     | 0      | 2     |
| 10   | Bélgica         | 1   | 0     | 2      | 3     |
| 11   | Rusia           | 1   | 0     | 1      | 2     |
| 12   | Hungría         | 0   | 2     | 3      | 5     |
| 13   | Rumania         | 0   | 1     | 1      | 2     |
| 14   | Bulgaria        | 0   | 1     | 0      | 1     |
| 14   | Suiza           | 0   | 1     | 0      | 1     |
| 16   | Bielorrusia     | 0   | 0     | 1      | 1     |
| 16   | Dinamarca       | 0   | 0     | 1      | 1     |
| 16   | Irlanda         | 0   | 0     | 1      | 1     |
| 16   | Polonia         | 0   | 0     | 1      | 1     |
| 16   | Portugal        | 0   | 0     | 1      | 1     |
|      | TOTAL           | 24  | 24    | 24     | 72    |